# Archamps
Archamps é uma comuna francesa na região administrativa de Auvérnia-Ródano-Alpes, no departamento de Alta Saboia. Estende-se por uma área de 10,69 km². Em 2010 a comuna tinha 2 622 habitantes (densidade: 245,3 hab./km²).